# بش‌کرم
بش‌کرم (به لاتین: Beshkaram) یک منطقهٔ مسکونی در ازبکستان است که در ولایت اندیجان واقع شده‌است. بش‌کرم ۵۹۹ متر بالاتر از سطح دریا واقع شده‌است.